# استنتن (نبراسکا)
استنتن(به انگلیسی: Stanton) شهری در ایالت نبراسکا کشور ایالات متحده آمریکا است که جمعیت آن در سرشماری سال ۲۰۱۰ میلادی، ۱٬۵۷۷ نفر بوده‌است.